# بورک (هاناک)
بورک (به ترکی استانبولی: Börk) یک منطقهٔ مسکونی در ترکیه است که در هاناک واقع شده‌است.